# Тернопіль (моторвагонне депо)

Моторвагонне депо Тернопіль — підприємство залізничного транспорту. Розташоване на станції Тернопіль.
Підпорядковується службі приміських пасажирських перевезень Львівської залізниці.
Забезпечує обслуговування пасажирів у приміському сполученні, а також поточне утримання та різні види ремонту моторвагонного рухомого складу.

## Історія
Підприємство засноване 2011 року при реструктуризації локомотивного депо ТЧ-5 «Тернопіль».
В 2019 році приїзджав на випробовування дизель-потяг ДПКр-3

## Структура

### Оборотні депо
- Оборотне моторвпо Чортків (РПД-6)

## Рухомий склад
- Дизель-поїзди ДР1А, 620М, 630M, ДПКр-2[2].